# Dystrykt Algoma
Dystrykt Algoma (ang. Algoma District) – jednostka administracyjna kanadyjskiej prowincji Ontario leżąca na północnym zachodzie prowincji.
Dystrykt ma 117 461 mieszkańców. Język angielski jest językiem ojczystym dla 82,1%, francuski dla 6,9% mieszkańców (2006).

## Podział administracyjny
W skład dystryktu wchodzą:

### Miasta (city)
- Elliot Lake
- Sault Ste. Marie

### Miasta (town)
- Blind River
- Bruce Mines
- Spanish
- Thessalon

### Gminy (township)
- Dubreuilville
- Hilton
- Hornepayne
- Huron Shores
- Jocelyn
- Johnson
- Laird
- Macdonald, Meredith & Aberdee
- Michipicoten
- Plummer Additional
- Prince
- St. Joseph Island
- Tarbutt
- The North Shore
- White River

### Wsie
- Hilton Beach